# Supreme Commander of the Allied Powers

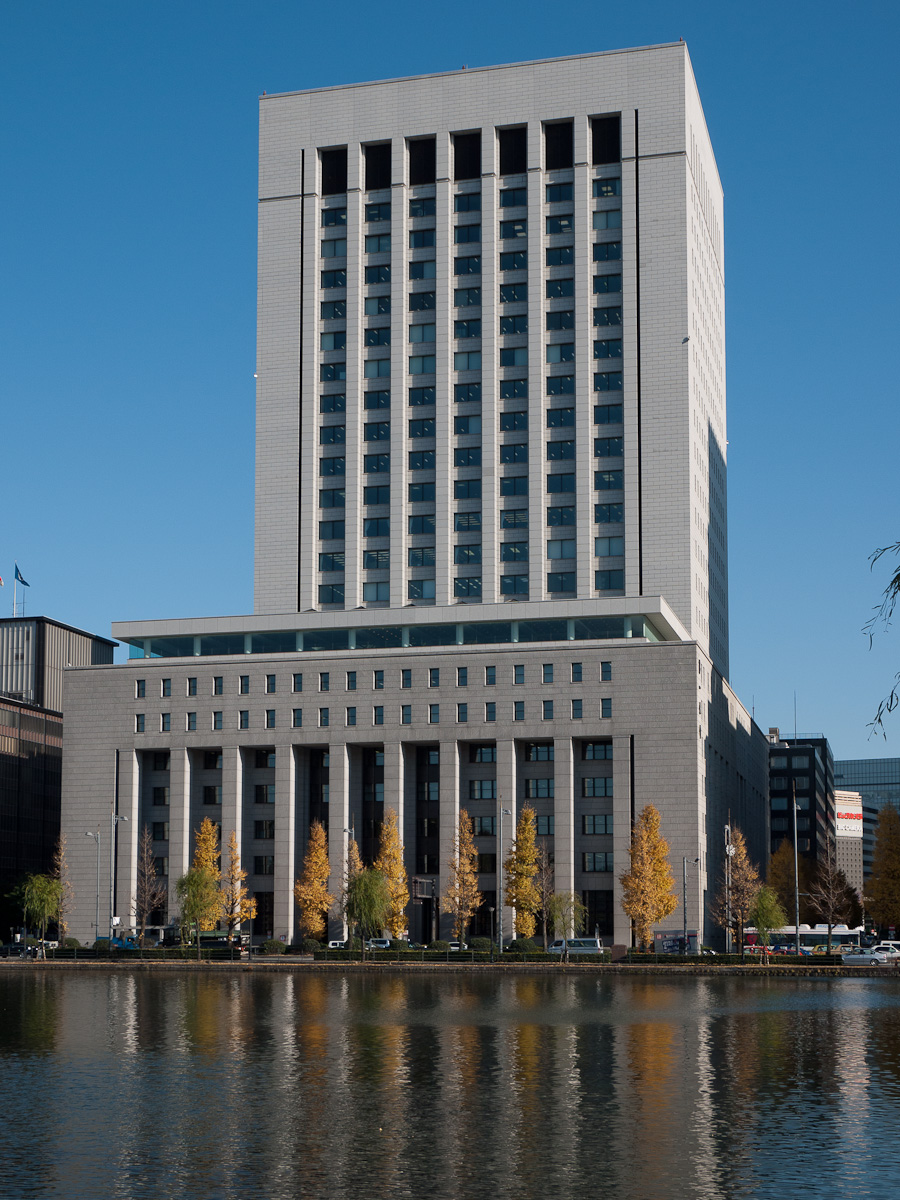
Dai-Ichi Seimei-byggnaden utgjorde högkvarter för SCAP. (Höghuset i bakgrunden uppfördes efter ockupationen.)

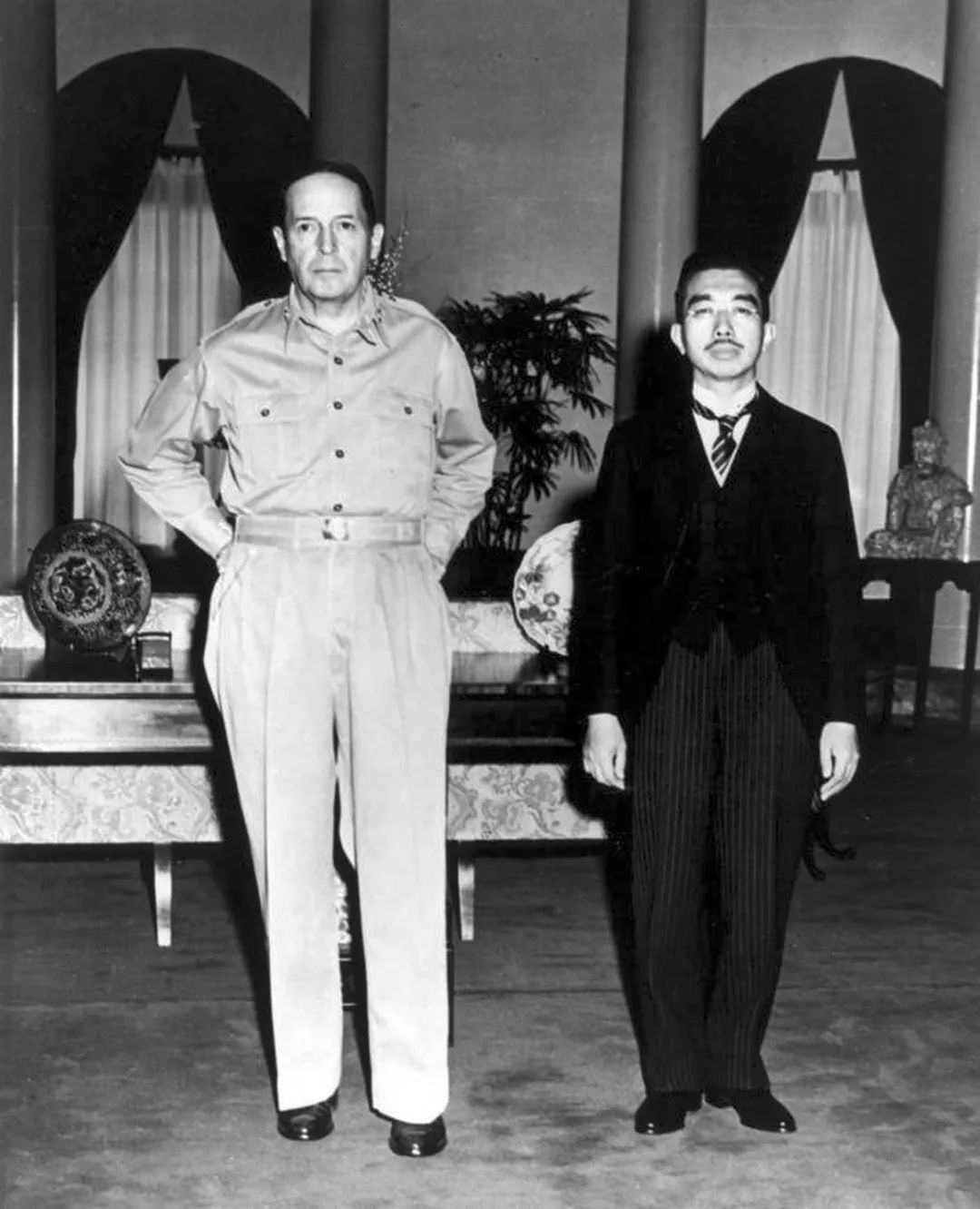
MacArthur och kejsar Hirohito (27 september 1945)

Supreme Commander of the Allied Powers (förkortas SCAP), överbefälhavare för de allierade styrkorna, var general Douglas MacArthurs titel under ockupationen av Japan efter andra världskriget. Även om det har funnits och finns andra med titeln Supreme Allied Commander, är det endast MacArthur som förlänats SCAP-titeln i sig.
MacArthur var övertygad om att hans närvaro som överbefälhavare – och som amerikanernas representant – var helig. I ett tal som han höll på sitt örlogsfartyg, efter att den ovillkorliga kapitulationen hade undertecknats den 2 september 1945, meddelade han att "Det heliga uppdraget har slutförts".
I Japan omnämns befattningen allmänt som GHQ (av engelskans General Headquarters, generalhögkvarteren), då SCAP även syftade på ockupationsbyråerna, inklusive såväl flera hundratals amerikanska statstjänstemän som militär personal. Några av dessa författade i realiteten det första utkastet till den japanska författningen, vilken Japans parlament sedan godkände efter några smärre ändringar.
Denna verksamhet ledde till att McArthur sågs som en ny imperiemakt i Japan av många japanska politiker och civilpersoner, och ansågs till och med vara en pånyttfödelse av ett shogunvälde, vilket rådde i Japan tills meijirestaurationen.
Douglas MacArthur och hans SCAP-stab spelade en viktig roll för att frikänna kejsare Hirohito och den kejserliga familjen, såsom prinsarna Chichibu, Tsunejoshi Takeda, Asaka, Higashikuni och Hirojasu Fushimi, från åtal inför Tokyotribunalen.